# Cecilia Vettorazzi
Cecilia Vettorazzi (Levico Terme, 1959) è una direttrice di coro e compositrice italiana.

## Biografia
Compiuti gli studi musicali con i maestri Camillo Moser, Renato Dionisi e Francesco Valdambrini, si è diplomata in composizione, musica corale e direzione di coro al Conservatorio "Cesare Pollini" di Padova e al Conservatorio "Evaristo Felice Dell'Abaco" di Verona.
Il tempo dedicato alla composizione non le ha impedito di dirigere regolarmente gruppi corali, polifonici e popolari.
Lo studio del repertorio dei canti tradizionali del Trentino, e del nord Italia in generale, le ha dato l'opportunità di collaborare con varie Federazioni corali (tra cui A.S.A.C. Veneto, Federazione Cori Trentino, Feniarco) alla ricostruzione ed elaborazione di melodie provenienti dalla tradizione orale.
Cecilia Vettorazzi deve all'insegnamento del padre la passione per la musica.
Presso il Santuario della Madonna delle Laste di Trento svolge servizio liturgico come direttore di coro, ed è docente al Conservatorio "Francesco Antonio Bonporti" di Trento per l'insegnamento di Esercitazioni corali.

## Opere
Il suo impegno compositivo è dedicato alle figure storiche dell'Ordine della Beata Vergine del Monte Carmelo. Il brano Flos Carmeli, eseguito in Italia e a Vienna, segna l'esordio di questo cammino.
Da ricordare inoltre fra le sue composizioni: Que bien se yo la fonte su testo di San Giovanni della Croce per organo e soprano, eseguito a Cambridge e a Bruxelles nel 2001; Elevation su testi di Elisabetta della Trinità per quintetto d'archi e due soprani, composto in occasione del centenario dalla morte della Santa carmelitana e Crois toujours à l'Amour  per due soprani, archi e organo eseguito a Trento e Brescia nel 2007 di cui è stato realizzato un cd (Note Carmelitane, 2008). 
Il Festival di Musica Sacra di Trento e Bolzano le ha commissionato i brani "Vieni Santo Spirito" (1998) per organo e coro e "Fiore del Carmelo" (2008) per quintetto d'archi.
La sua musica è pubblicata a cura della casa editrice Armelin di Padova. Per la stessa casa ha pubblicato la raccolta Mane nobiscum, cinque brani per coro a cappella eseguiti in prima assoluta nel 2005 in San Pietro a Roma.
Opere vocali
- Flos Carmeli, per coro misto; testo da un inno gregoriano carmelitano (1994)
- Da Jesus an dem Kreuze Stund, elaborazione per coro misto di un antico corale (1995)
- Magnificat, a otto voci per doppio coro a cappella (2002)
- Mane Nobiscum, Domine, cinque brani per coro misto a cappella (2002):
  - O alto glorioso Dio, da un testo di San Francesco d'Assisi
  - Anima Christi, testo di Sant'Ignazio di Loyola
  - Sacris Solemniis, testo di San Tommaso d'Aquino
  - Nada te turbe, testo di Santa Teresa d'Avila
  - Salve Regina
- Fiat Voluntas Tua, per coro misto (2012)

Opere per insiemi vocali e strumentali
- Que bien se yo la Fonte, cantica per soprano e violoncello; testo di San Giovanni della Croce (1996)
- Elevazione alla Santissima Trinità, per due soprani e due violoncelli; testo di Sant'Elisabetta della Trinità (1997)
- Que bien se yo la Fonte, cantica per soprano e organo (seconda versione, 2000)
- O Trinità beata, per coro, oboe e organo; testo di Rodolfo Girardello O.C.D. (2006)
- Fiore del Carmelo, per quintetto d'archi (2008)
- Cantico Espiritual, per soprano solo, gruppo vocale, due violini, violoncello e organo; testo di S. Giovanni della Croce (2014)

Opere per coro e organo
- Vieni, Santo Spirito (1998)
- Veni Creator Spiritus (2009)
- Missa Benedicite Gentes (2011)
- Davanti al tuo trono (2012)

Opere per organo
- Fantasia su Eia Carmeli (2010)
- Quattro Meditazioni per Organo (2011) 
  - Avanti la Messa – La spensieratezza di Maria con Gesù Bambino
  - Dopo l'Omelia– Dialogo tra la Madre e il Figlio
  - All'Offertorio – Nel presentimento del dolore che verrà, la Madre saluta e offre il Figlio
  - Alla Comunione – La tenerezza della Madre in comunione con suo Figlio

Opere orchestrali
- Vieni, Santo Spirito, versione per coro, oboe e orchestra d'archi (1999)
- Que bien se yo la Fonte, cantica per soprano e orchestra d'archi (terza versione, 2001)
- Elevation á la Trinité, per due soprani e orchestra d'archi; testo di Sant'Elisabetta della Trinità (versione in francese, 2005)
- Crois toujour à l'amour, per due soprani, orchestra d'archi e organo; testo di Elisabetta della Trinità (2007)